# نیکولای ویلینسکی
نیکولای ویلینسکی (اوکراینی: Микола Миколайович Вілінський؛ ۲ مهٔ ۱۸۸۸ – ۷ سپتامبر ۱۹۵۶
kiev, ukraine) آهنگساز اهل امپراتوری روسیه بود. وی بین سال‌های ۱۹۱۹ تا ۱۹۵۷ میلادی فعالیت می‌کرد.
وی همچنین برندهٔ جوایزی همچون نشان لنین شده‌است.